# 軟水母亞綱
軟水母亞綱（学名：Hydroidolina）为水螅綱的一个亚纲。

## 下级分类
本科包括以下属：
- 花水母目 Anthoathecata Cornelius, 1992
- 薄水母目 Leptothecata Cornelius, 1992
- 管水母目 Siphonophorae Eschscholtz, 1829